# 黑暗大陆：20世纪的欧洲
《黑暗大陆：20世纪的欧洲》是马克·马佐尔1998年创作的历史著作，讲述了从第一次世界大战结束到1990年代南斯拉夫战争的欧洲历史。